# オオホンセイインコ
オオホンセイインコ （学名：Psittacula eupatria）は、オウム目インコ科に分類される鳥類の一種。

## 分布
中国大陸、インドシナ半島、ネパール、ブータン、バングラデシュ、インド、パキスタン、アフガニスタンに分布する。
オランダ、トルコ、イラン、アラビア半島、イスラエル、日本、北アメリカに外来種として移入分布する。

## 形態
全長55～60cm。全身は淡緑色。

## 生態
樹木の多い住宅地や農耕地に生息しており、小さな群れで行動することがよく観察される。種子、花、花芽、果実、野菜を食べる。

## 外来種問題
飼い主によって飼育個体が放たれ、野生化している。日本では1961～1981年に東京都や神奈川県で繁殖や生息が確認されている。
在来種の鳥類との競合、オウム病の媒介といった問題が指摘されている。